# اس‌ام‌اس هیندنبورگ
اس‌ام‌اس هیندنبورگ (به انگلیسی: SMS Hindenburg) یک کشتی بود که طول آن ۲۱۲٫۸ متر (۶۹۸ فوت) بود. این کشتی در سال ۱۹۱۵ ساخته شد.